# Text+
Text+ [tɛkstˈplʊs] ist ein Konsortium der Nationalen Forschungsdateninfrastruktur (NFDI), das auf Sprach- und Textdaten ausgerichtet ist.

## Beschreibung
Text+ macht Angebote rund um (Forschungs-)Daten im Rahmen der NFDI. Dazu untergliedert sich Text+ in die Datendomänen (digitale) Sammlungen (Collections), lexikalische Ressourcen und Editionen.
Der Bereich der Sammlungen (Collections) wird in Text+ verstanden als Zusammenstellungen geschriebener, gesprochener oder gebärdeter Sprache und Texte. Außerdem sind sprach- und textbezogene Experimental- oder Messdaten adressiert, die auf Grundlage wissenschaftlicher Kriterien gesammelt wurden. Dazu gehören Textsammlungen, mono- und multimodale Aufnahmen beispielsweise von spontaner und formaler Sprache, Sensordaten (z. B. Elektroenzephalografie, Eye-Tracking, Elektromagnetische Artikulographie), Befragungen oder Reaktionszeitexperimente.
Unter lexikalischen Ressourcen werden verschiedene Datensätze verstanden, die die Verwendung von Wörtern in Sätzen, Texten und multimodaler Kommunikation beschreiben, darunter: Wörterbuch, Enzyklopädie, Normdaten, Terminologiedatenbank, Ontologie, Wortlisten, Wortkarten und linguistische Atlanten oder Übersetzungswörterbücher (für menschliche oder maschinelle Übersetzung).
In Text+ werden als drittem Datenbereich auch Editionen abgedeckt. Diese sind kritische Repräsentationen historischer Dokumente, die durch eine zuverlässige methodengeleitete Bewahrung, Präsentation und Kommentierung aller Arten von Texten in verschiedenen Sprachen und Schriftsystemen charakterisiert sind.
Neben diesen Daten werden auch Werkzeuge zur Erstellung, Bearbeitung, Analyse und Archivierung in allen Datendomänen bereitgestellt, die in der Regel über gemeinsame Schnittstellen und Datenformate zusammen verwendet werden können.
Der Arbeitsbereich „Infrastructure/Operations“ stellt für die den Betrieb benötigten Basisdienste und Infrastruktur bereit und entwickelt diese zusammen mit den Datendomänen.
Mit den Forschungsdaten und Angeboten richtet sich Text+ vor allem an die universitäre und außeruniversitäre Forschung im Bereich der Linguistik, Literaturwissenschaft, Philologien (einschließlich sogenannter
Kleiner Fächer), Philosophie sowie sprach- und
textbasierte Forschung in den Sozialwissenschaften und der Politikwissenschaft.

## Ziele
Für die Bereiche Sammlungen, lexikalische Ressourcen und Editionen hat Text+ den Anspruch, vorhandene Daten der Partner der Forschung bereitzustellen, aber auch bei Forschungsdatenmanagementaufgaben zu unterstützen. Die Angebote sollen die Forschenden in allen Phasen des Forschungsdatenlebenszyklus unterstützen, insbesondere bei der „FAIRen“ Bereitstellung und Nachnutzung von Daten.
Dazu gehören Entwicklung, Bereitstellung und Betrieb von
- Datenhaltungssystemen für Bestands- und Referenzdaten der Partner zur Nachnutzung durch andere Forschende
- Datenarchivierungsdienste für Forschende anderer Forschungseinrichtungen
- Nachweissysteme als Katalog für in Text+ vorhandene Daten, einschließlich persistenter Identifikatoren um Daten zitierbar zu machen
- Software, um die Daten erstellen, analysieren und auswerten zu können.

## Konsortium

### Antragstellende Einrichtung
- Leibniz-Institut für Deutsche Sprache, Mannheim

### Mitantragstellende Einrichtungen
- Berlin-Brandenburgische Akademie der Wissenschaften

- Deutsche Nationalbibliothek

- Niedersächsische Staats- und Universitätsbibliothek Göttingen

- Nordrhein-Westfälische Akademie der Wissenschaften und der Künste

### Weitere beteiligte Institutionen
- Akademie der Wissenschaften in Hamburg
- Akademie der Wissenschaften und der Literatur, Mainz
- Akademie der Wissenschaften zu Göttingen
- Albert-Ludwigs-Universität Freiburg
- Bayerische Akademie der Wissenschaften
- Deutsches Literaturarchiv Marbach
- Universität Tübingen
- Gesellschaft für wissenschaftliche Datenverarbeitung mbH Göttingen
- Heidelberger Akademie der Wissenschaften
- Herzog August Bibliothek Wolfenbüttel
- Hochschule Darmstadt
- Jülich Supercomputing Centre (JSC)
- Julius-Maximilians-Universität Würzburg
- Klassik Stiftung Weimar
- Leopoldina, Nationale Akademie der Wissenschaften
- Ludwig-Maximilians-Universität München
- Max Weber Stiftung, Bonn
- Otto-Friedrich-Universität Bamberg
- Sächsische Akademie der Wissenschaften, Leipzig
- Salomon Ludwig Steinheim-Institut, Essen
- Technische Universität Darmstadt
- Technische Universität Dresden, Zentrum für Informationsdienste und Hochleistungsrechnen (ZIH)
- Universität des Saarlandes
- Universität Duisburg-Essen
- Universität Hamburg
- Universität Paderborn
- Universität Trier
- Universität zu Köln
- Universitäts- und Landesbibliothek Darmstadt

### Sonstige Beteiligte und Unterstützende
Verschiedene Fachverbände und Fachinformationsdienste der wissenschaftlichen Bibliotheken haben ihre Bereitschaft erklärt, Text+ zu unterstützen und mit dem Konsortium zusammenzuarbeiten.
Im Rahmen der Organisationsstruktur sind weitere Forschende auch als Einzelpersonen Teil des Konsortiums.

## Geschichte
Auch wenn Text+ als Konsortium erst mit der Bewilligung zum 1. Oktober 2021 gebildet wurde, baut es auf vielfältigen Vorarbeiten auf. So bindet Text+ Daten und Dienste von Vorläuferinfrastrukturen wie CLARIN-D, DARIAH-DE sowie dem Projekt zur Zusammenführung von beiden (CLARIAH-DE) ein. Aber auch andere Partner habe bereits langjährige Erfahrungen.
Auf Basis verschiedener Vorarbeiten fand bereits 2018 eine Workshopreihe zu Wissenschaftsgeleiteten Forschungsinfrastrukturen für die Geistes- und Kulturwissenschaften in Deutschland statt, in der über die Angebote und Anforderungen aus Sicht von Anbietenden, Nutzenden und unterschiedlichen Akteuren und Stakeholdern aus Wissenschaft und Politik diskutiert wurde.
Text+ hat mit anderen geisteswissenschaftlichen Konsortien und Initiativen (NFDI4Culture, NFDI4Memory, NFDI4Objects) ein Memorandum of Understanding unterzeichnet, in dem die Zusammenarbeit im Rahmen der NFDI beschrieben wird. Ziel des Memorandum ist, die Zusammenarbeit der geistes- und kulturwissenschaftlichen Konsortien in der NFDI zu definieren, um auf diese Weise den vielfältigen Bedürfnissen der ausdifferenzierten geisteswissenschaftlichen Forschungslandschaft in Fragen des Forschungsdatenmanagements bestmöglich gerecht zu werden.